# Plaine
Pour les articles homonymes, voir Plaine (homonymie).

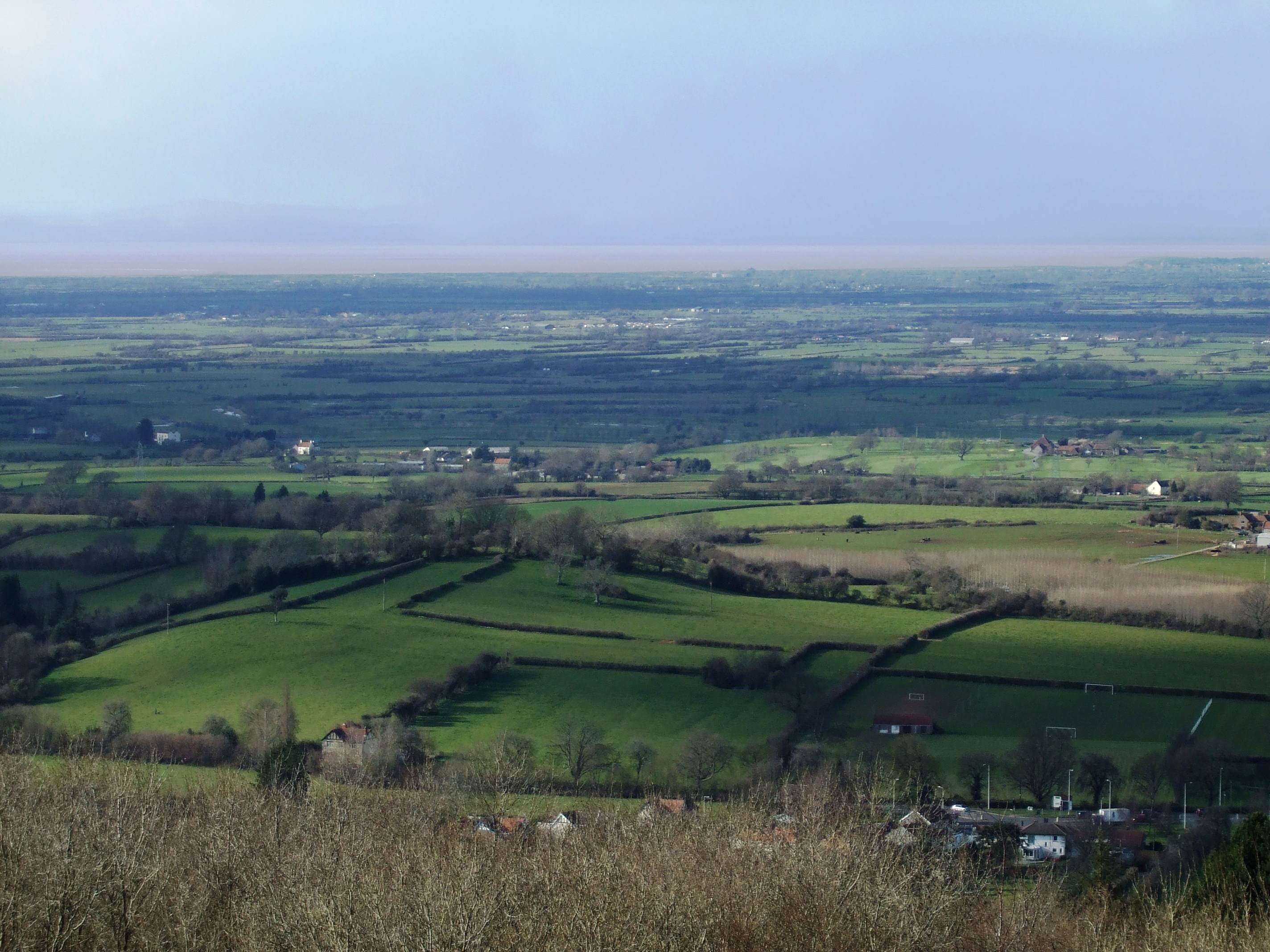
Une plaine dans le Somerset.

Une plaine, qui dérive du mot latin plana, est une grande étendue de terrain sans relief, espace géographique caractérisé par une surface plane, ou légèrement ondulée, d’altitude peu élevée par rapport au niveau de la mer ou d’altitude moindre que les régions environnantes. Le relief de la France métropolitaine est de 0 à 200 m pour les plaines. En Asie centrale, la plaine se situe à environ 500 m d'altitude. En Amérique du Sud, il existe de vastes plaines dans les très hautes montagnes. Une plaine est dominée par les reliefs environnants. L'ancienne acception du mot, jusqu'au XVIIIe siècle, était plus large : une plaine était tout espace plat, qu'il soit à basse altitude ou non. Un plateau était donc une plaine.

## Étymologie
Plaine est le féminin de plain (qui survit dans quelques expressions) qui provient du latin planus, plana avec le sens de « plat, uni, plan ». Il a éliminé la forme plagne ou plaigne qui provenait du latin populaire plania.

## Qualification en fonction du contexte géographique
- La plaine des Flandres est située entre les Pays-Bas, la France et la Belgique ; son point culminant est de 176 m.
- Le Bassin parisien d'altitude moyenne de 178 m.
- La plaine abyssale : plaine sous-marine située généralement de −4 000 à −6 000 m. Elle a un dénivelé faible mais notable qui conduit aux dorsales océaniques. Son étendue est généralement imposante : de l'ordre de centaines voire de milliers de kilomètres d'extension, elle est composée de sédiments continentaux rejetés au large.
- La plaine du Pô, située aux pieds des chaînes de montagne et formée par le dépôt des matériaux charriés par les torrents et rivières provenant de ces montagnes.
- La plaine alluviale (synonyme : lit majeur d'un cours d'eau) : surface topographique, à faible dénivelé, en fond de vallée. Elle est constituée par des alluvions (débris, matériaux) déposées lors de crues du cours d'eau. La plaine alluviale appartient à la zone inondable d'un cours d'eau ; toutefois des aménagements de berge (digue) permettent de réduire le risque d'inondation.
- La plaine deltaïque : elle est à la confluence de la plaine alluviale — dont elle est le prolongement — et de la mer. Elle reçoit des sédiments des deux parts.
- La plaine d'épandage : il s'agit d'une plaine d'accumulation dont les principaux tributaires sont les torrents ou les moraines glaciaires.
- La plaine littorale : aire côtière enrichie par les sédiments continentaux non recouverte.
- La plaine maritime : étendue devenue non-submersible par les marées. Par le passé, ces zones étaient généralement des marais (exemple : plaine maritime flamande).

## Quelques grandes plaines
- La plaine d'Alsace (fossé d'effondrement), de 145 à 248 m d'altitude[4].
- La plaine de Beauce, à environ 130 m d'altitude.
- La plaine d'Allemagne du Nord (portion de la grande plaine d'Europe du Nord).
- La Djeffara, entre la Tunisie et la Libye.
- La plaine du Pô en Italie, d'altitude moyenne de 214 m.
- Les Pampas dans l'Amérique du Sud (Argentine et Uruguay).
- Les Grandes Plaines aux États-Unis.
- La plaine alluviale de la Bassée.